# سان سيباستيان دي لوس باليستيروس (قرطبة)
بلدية شَنْتَ سَبَسْطِيَان دي لوس باليستيروس (بالإسبانية: San Sebastián de los Ballesteros)‏، هي إحدى بلديات مقاطعة قرطبة إحدى مقاطعات إسبانيا، و التي تقع في منطقة الأندلس جنوب إسبانيا.
يبلغ عدد سكانها 843 نسمة وفقاً لإحصائية سنة (2007).

## أعلام
- ألفونسو بيدرازا